# Peter Eggenberger (Historiker)
Peter Eggenberger (* 1941) ist ein Schweizer Historiker bzw. Kunsthistoriker.
Eggenberger absolvierte ein Studium der Allgemeinen Geschichte, Schweizergeschichte, Kunstgeschichte und Literaturgeschichte an der Universität Zürich. 1970 wurde er dort promoviert mit einer Schrift über Emil Weltis Einfluss auf die Bundesverfassungsrevision von 1874. Seitdem ist Eggenberger als privater Archäologe und Bauforscher des Mittelalters und der Neuzeit in der ganzen Schweiz und im nahen Ausland tätig. Er war Mitglied der Eidgenössischen Kommission für Denkmalpflege und Experte des Bundesamtes für Kultur, Sektion Heimatschutz und Denkmalpflege. Er veröffentlichte zahlreiche (wissenschaftliche) Schriften (Bücher und Fachartikel) zu archäologischen und historischen Themen wie die Erforschung von Städten, Kirchen und Burgen. Unter anderem wertete er ab 1992 im Auftrag der Kantonsarchäologie Luzern archäologische Untersuchungen der Stadt Willisau aus und veröffentlichte eine zweibändige Publikation über dessen Stadtgeschichte.